# Canon TS-E 17 мм
Canon TS-E 17mm f/4 — Tilt-Shift объектив для фотоаппаратов Canon. Механизм сдвига у фотоаппарата позволяет получать снимки без перспективных искажений, а механизм наклона позволяет располагать плоскость глубины резкости не перпендикулярно оптической оси. Оптическая схема объектива насчитывает 18 элементов в 12 группах, а из особенностей можно отметить наличие четырех сверхнизкодисперсионных линз и одной асферической линзы с покрытием SWC.

## Обзор
Объектив TS-E 17 мм f / 4L обеспечивает четыре степени свободы, обеспечивая наклон на ±6,5 ° относительно плоскости пленки или сенсора и сдвиг на ± 12 мм относительно центра области изображения; каждое движение может быть повернуто на ±90 ° вокруг оси объектива.
Смещение позволяет регулировать положение объекта в области изображения, не перемещая камеру назад; это часто используется, чтобы избежать схождения параллельных линий, например, при съемке высокого здания. Наклон объектива основан на принципе Шаймпфлюга для поворота плоскости фокусировки в сторону от параллели плоскости изображения; это может использоваться либо для резкого отображения всех частей наклонного объекта, либо для ограничения резкости небольшой части сцены. При наклоне объектива образуется клиновидныйглубина резкости, которая может быть лучше подходит для некоторых сцен, чем глубина резкости между двумя параллельными плоскостями, которая получается без наклона.
В отличие от большинства обзорных камер, механизм сдвига допускает смещения только вдоль одной оси, а механизм наклона допускает наклоны только вокруг одной оси; однако вращение механизмов позволяет изменять ориентацию осей, обеспечивая, по сути, комбинированный наклон и поворот, а также комбинированный подъем/падение и боковой сдвиг. Объектив TS-E 17 мм f / 4L имеет ту же конструкцию ствола, что и объектив TS-E 24 мм f / 3.5L II, что позволяет поворачивать механизмы наклона и переключения независимо друг от друга.